# Porcellanola sukhothai
Porcellanola sukhothai is een vlinder uit de familie visstaartjes (Nolidae). De wetenschappelijke naam van de soort is voor het eerst geldig gepubliceerd in 2006 door Gyula M. László, Gábor Ronkay & Thomas Joseph Witt.

## Type
- holotype: "male. 15.XI.1999. leg. Márton Hreblay. genitalia slide no. LGN 891 = W 8306"
- instituut: MWM, München, Duitsland
- typelocatie: "Thailand, Changwat Chiang Mai, Mt. Doi Phahompok, 18 km NW of Fang, 2100 m"